# 2002 (banda)
2002 es un dúo musical del género new age originarios de Texas, Estados Unidos. Compuesto por Pamela y Randy Copus. Han colocado once álbumes en el Billboard New Age Charts. This Moment Now ganó el premio de COVR para el Mejor Álbum de New Age en 2004. 2002 fue nombrado entre los mejores artistas de new age en el 2003 por la revista de Billboard "Year in Review" (diciembre de 2003), una lista que también contó con Yanni, Mannheim Steamroller, Jim Brickman, George Winston y Enya. Recientemente ganaron el Mejor Álbum Vocal de los ZMR Zone Music Awards en 2015.
Gran parte de los temas de 2002 están ampliamente relacionados con la mitología. Wings se basa en la leyenda griega de Ícaro. Savitri y The Emerald Way están inspirados en la antigua historia hindú de Savitrí y Satyaván del Majabhárata. Land of Forever es una balada de la mística isla de Tír na nÓg, una leyenda irlandesa.
Pamela, Randy, y su hija Sarah graban toda su música en su estudio de vanguardia. Randy Copus toca el piano, el chelo eléctrico, la guitarra, el bajo y los teclados. Pamela Copus toca el arpa, flautas, teclados y un instrumento de viento llamado WX5. Sarah, su hija que recientemente se unió a la banda, canta y toca arpa celta, violín, ukelele, piano y tin whistle.

## Historia
Los miembros fundadores, los multinstrumentistas Pamela y Randy Copus se conocieron en la escuela secundaria en el departamento de teatro. Sus caminos musicales divergieron a lo largo de la universidad, ya que ambos exploraron una amplia variedad de estilos musicales, instrumentos y bandas, desde el jazz hasta el rock industrial. Volviendo juntos después de la universidad, en última instancia, dejó sus bandas respectivas para formar la nueva banda de edad progresiva que apodaron "2002". Los ceros en el centro eran originalmente un signo del infinito y los "dos" de cada lado los representaban a cada lado del infinito. Sin embargo, ya que no era el nombre más fácil de escribir en un teclado de computadora, o para pronunciar, se conocieron como "dos mil dos". Al entrar en la escena musical en 1992, su primer álbum, Wings, bajo el sello Dreamtime Records, el cual fue grabado en un modesto estudio de grabación, fue tal modestia que el propio matrimonio Copus lo tuvo que promocionar. en 1995, lanzaron su segundo álbum, Savitri, el disco fue todo un éxito ese mismo año que atrajo la atención de la compañía discográfica con sede en Sausalito Real Music, los cuales les ofrecieron un contrato de seis discos, el primero fue Chrysalis en 1997, disco que duraría 7 semanas en la lista del Billboard. Para los años siguientes, Pamela y Randy Copus realizaron más discos, entre ellos Land of Forever, River of Stars, The Sacred Well, entre otros.

## Estilo musical
Su característica principal es la de sobre poner capas de voces y de instrumentos para sonar como una gran orquesta, su estilo musical produce relajación, ya que sus temas suelen ser suaves y tranquilos. Las voces también tienen muchas dimensiones, como palabras y cantos en sánscrito, español, gaélico, latín y japonés, que representan las tradiciones sagradas de todo el mundo.

## Discografía
- 1992 - Wings
- 1995 - Savitri
- 1997 - Chrysalis
- 1998 - Land of Forever
- 2000 - River of Stars
- 2002 - Across an Ocean of Dreams
- 2002 - The Sacred Well (recopilatorio, incluye 2 pistas nuevas)
- 2003 - This Moment Now
- 2006 - The Emerald Way
- 2007 - Deep Still Blue (Incluye un DVD acompañado de fotografía oceánica animada y entrevistas de artistas)
- 2007 - Christmas Dreams
- 2009 - A Word in the Wind (Incluye un DVD complementario de videos musicales)
- 2009 - Wings II – Return to Freedom
- 2011 - Damayanti
- 2012 - Believe – A Spiritual Romance
- 2014 - Trail of Dreams
- 2016 - Celtic Fairy Lullaby
- 2018 - A World Away
- 2020 - Celtic Fairy Dream
- 2021 - Gathering the Clouds (Sencillo)
- 2021 - Hummingbird
- 2022 - Landing (Sencillo)
- 2022 - Clouds Below (Sencillo)
- 2022 - City Blue (Sencillo)
- 2023 - Clouds Below

## Curiosidades
A partir del año 2008 el par de ceros en el logo de 2002 representa el símbolo del infinito. Randy y Pamela han declarado que este simboliza su fe de que estarán juntos en "ambos extremos" del infinito.